# كريستيان كاميلو مونيوث
كريستيان كاميلو مونيوث (بالإسبانية: Cristian Muñoz)‏ هو دراج كولومبي، ولد في 20 مارس 1996 في إدارة بوياكا في كولومبيا.

## وصلات خارجية
- كريستيان كاميلو مونيوث على موقع الاتحاد الدولي للدراجات (الإنجليزية)
- كريستيان كاميلو مونيوث على موقع أرشيف الدراجات (الإنجليزية)
- كريستيان كاميلو مونيوث على موقع إحصائيات الدراجات الإحترافية (الإنجليزية)
- كريستيان كاميلو مونيوث على موقع نسبة الدراجات (الإنجليزية)